# روبرت بيكار
روبرت بيكار هو لاعب هوكي الجليد كندي، ولد في 25 مايو 1957 في مونتريال في كندا.

## وصلات خارجية
- روبرت بيكار على موقع دوري الهوكي الوطني (الإنجليزية)
- روبرت بيكار على موقع قاعة مشاهير الهوكي (لاعب أن.إتش.أل) (الإنجليزية)
- روبرت بيكار على موقع EliteProspects.com (الإنجليزية)
- روبرت بيكار على موقع HockeyDB.com (الإنجليزية)
- روبرت بيكار على موقع Hockey-Reference.com (الإنجليزية)